# 事业单位

中国事业单位标识

事业单位，是單位的一種，按照中华人民共和国国家事业单位登记管理局《事业单位登记管理暂行条例实施细则》的规定，是指国家为了社会公益目的，由国家机关举办或者其他组织利用国有资产举办的，从事教育、科研、文化、卫生、体育、新闻出版、广播电视、社会福利、救助减灾、统计调查、技术推广与实验、公用设施管理、物资仓储、监测、勘探与勘察、测绘、检验检测与鉴定、法律服务、资源管理事务、质量技术监督事务、经济监督事务、知识产权事务、公证与认证、信息与咨询、人才交流、就业服务、机关后勤服务等活动的社会服务组织。

## 待遇
按照《中华人民共和国民法总则》的规定，事业单位具备法人资格。据2014年5月15日国务院法制办公室、中国共产党中央委员会组织部、中华人民共和国人力资源和社会保障部负责人回答记者提问时提供的数据显示，目前中华人民共和国现有事业单位111万个、事业编制3153万人。部分政府授權或受權，而具行政執法權能的事業單位，則屬於參公單位。
根据国务院《事业单位人事管理条例》规定，“事业单位及其工作人员依法参加社会保险，工作人员依法享受社会保险待遇”。该条例于2014年7月1日正式实施，逾三千万的事业编制人员开始参加社会保险。

## 机构类型
根据事业单位运营经费来源，传统上分为三类：第一类，参公事业单位及全额事业单位，所有经费皆来源于当地政府的财政拨款，参与社会管理或社会服务；第二类，差额拨款事业单位，此类单位经费部分来源于政府补贴，部分来源于服务收费，各地市级、县区级公立医院属于典型的差额拨款事业单位；第三类，自筹自支（或自收自支），此类事业单位经费完全来源于经营收费项目获得，如报社、地方电视台等。
以下的公立单位为常见的事业单位：
- 隶属于中央和各级政府的大学、中学、小学
- 医院、妇幼保健院、卫生院、血站、防疫站（疾控中心）
- 科研院所，如中国科学院、各级农业科学院等等
- 各级质量技术监督
- 县农机局
- 乡镇农机站、农经站、农技站、兽医站、林业站、水利站
- 各水库管理局/所
- 各级档案局
- 广播电台、电视台
- 公立图书馆、博物馆、纪念馆、美术馆、群众艺术馆

1996年，国家废止了“民办事业单位”这一概念，即事业单位是国家举办的，民办的非营利性单位称为“民办非企业单位”，進一步地進行區隔。
因公私合营等历史原因，部分地处城镇中的文教、卫生、科研等领域的事业单位并未登记为国家所有，而被登记为集体所有制事业单位（如集体所有制研究所、疾病防治所等）。此类事业单位的事务除按《事业单位登记管理暂行条例》处理外，还应参照城镇集体所有制企业办理。

## 事业单位工作人员岗位设置

### 管理岗
| 对应 职级 代码 | 对应 综合管理类 公务员职级 | 岗位等级 | 岗位职级 | 附： 人民银行行员 职务序列 |
| -------------- | -------------------------- | -------- | -------- | -------------------------- |
| 03             | 不適用                     | 一级职员 | 部级正职 | 不適用                     |
| 04             | 不適用                     | 二级职员 | 部级副职 | 不適用                     |
| 05             | 一级巡视员                 | 三级职员 | 厅级正职 | 巡视员                     |
| 06             | 二级巡视员                 | 四级职员 | 厅级副职 | 助理巡视员                 |
| 07             | 二级调研员                 | 五级职员 | 处级正职 | 调研员                     |
| 08             | 四级调研员                 | 六级职员 | 处级副职 | 助理调研员                 |
| 09             | 二级主任科员               | 七级职员 | 科级正职 | 主任科员                   |
| 10             | 四级主任科员               | 八级职员 | 科级副职 | 副主任科员                 |
| 11             | 一级科员                   | 九级职员 | 科员     | 科员                       |
| 12             | 二级科员                   | 十级职员 | 办事员   | 办事员                     |

1. ↑  《〈事业单位岗位设置管理试行办法〉实施意见》（国人部〔2006〕8号）第8点规定，“事业单位现行的部级正职、部级副职、厅级正职、厅级副职、处级正职、处级副职、科级正职、科级副职、科员、办事员依次分别对应管理岗位一到十级职员岗位。”
2. ↑  根据《国务院办公厅关于印发机关、事业单位工资制度改革三个实施办法的通知》（国办发〔1993〕85号）、《中国人民银行行员管理暂行办法》（银发〔1996〕222号）、《中国人民银行行员非领导职务设置意见》（银发〔2000〕326号），中国人民银行分支机构（含国家外汇管理局分支机构）使用行员编制，性质类似事业编制。其中，正厅局级至副科级依次设置巡视员、助理巡视员、调研员、助理调研员、主任科员、副主任科员六种行员非领导职务。同时设置监管专员（正厅局级、副厅局级）、监管员（正处级、副处级、正科级、副科级）两种行员非领导职务。

### 专业技术岗
| 对应 职级 代码 | 对应 专业技术类 公务员职级 | 岗位等级       | 岗位职级 |
| -------------- | -------------------------- | -------------- | -------- |
| 04             |                            | 专业技术一级   | 正高级   |
| 05             | 一级总监                   | 专业技术二级   | 正高级   |
| 06             | 二级总监                   | 专业技术三级   | 正高级   |
| 07             | 一级高级主管               | 专业技术四级   | 正高级   |
| 07             | 二级高级主管               | 专业技术五级   | 副高级   |
| 08             | 三级高级主管               | 专业技术六级   | 副高级   |
| 08             | 四级高级主管               | 专业技术七级   | 副高级   |
| 09             | 二级主管                   | 专业技术八级   | 中级     |
| 10             | 四级主管                   | 专业技术九级   | 中级     |
| 10             | 四级主管                   | 专业技术十级   | 中级     |
| 11             | 专业技术员                 | 专业技术十一级 | 助理级   |
| 11             | 专业技术员                 | 专业技术十二级 | 助理级   |
| 12             | 不適用                     | 专业技术十三级 | 员级     |

1. ↑  事业单位专业技术人员职级与行政级别无一一对应关系，本表之对照仅代表具有相应层次任职资格（或工资待遇）。《专业技术类公务员管理规定（试行）》第二十二条规定，“国有企业事业单位、人民团体和群众团体中从事专业技术工作、担任副高级专业技术职务两年以上或者已担任正高级专业技术职务的人员，可以按照公务员调任有关规定调入机关，并根据认定的专业技术任职资格担任四级高级主管以上职务。”
2. ↑  《专业技术类公务员管理规定（试行）》第十三条规定，“专业技术任职资格由高至低依次为高级、中级、初级。高级包括正高级和副高级。任一级、二级总监和一级高级主管，应当具备正高级专业技术任职资格；任二级、三级、四级高级主管，应当具备副高级以上专业技术任职资格；任一级、二级主管，应当具备中级以上专业技术任职资格；任三级、四级主管和专业技术员，应当具备初级以上专业技术任职资格。”《〈事业单位岗位设置管理试行办法〉实施意见》（国人部〔2006〕8号）第11点规定，“专业技术高级岗位分7个等级，即一至七级。高级专业技术职务正高级的岗位包括一至四级，副高级的岗位包括五至七级；中级岗位分3个等级，即八至十级；初级岗位分3个等级，即十一至十三级，其中十三级是员级岗位。”

### 工勤技能岗
| 岗位类型 | 岗位等级 | 岗位职级 | 职称等级 |
| -------- | -------- | -------- | -------- |
| 技术工   | 一级     | 高级技师 | 正高级   |
| 技术工   | 二级     | 技师     | 副高级   |
| 技术工   | 三级     | 高级工   | 中级     |
| 技术工   | 四级     | 中级工   | 初级     |
| 技术工   | 五级     | 初级工   | 员级     |
| 普通工   | 不適用   | 不適用   | 不適用   |